# Сайракс
Сайракс (англ. Cyrax; кодовое имя — LK-4D4) — персонаж серии Mortal Kombat, впервые появился в третьей части. По сюжету является вторым прототипом киборгов клана Лин Куэй. Сайракс был запрограммирован на поиск и уничтожение Саб-Зиро, однако позже стал сражаться на стороне добра за Земное Царство.

## Создание
Изначально в Mortal Kombat 3 должен был появиться один персонаж Кибер-ниндзя, но потом создатели решили увеличить количество роботов в игре и перекрасили изначальный спрайт в разные цвета. До того как Сайракс получил своё окончательное имя, разработчики прозвали его «Горчицей», из-за жёлтой расцветки.

## Появления
Сайракс дебютировал в Mortal Kombat 3 как член Лин Куэй вместе с Саб-Зиро, Сектором и Смоуком. Клан проводит программу кибернетизации, превращая своих членов в киборгов-убийц. Саб-Зиро отказывается становиться роботом, за что старейшины поручили выследить его и убить. На задание отправляют Сайракса вместе с Сектором и Смоуком, однако во время вторжения императора Внешнего мира Шао Кана в Земное Царство Саб-Зиро захватывает жёлтого киборга и перепрограммирует его. В Mortal Kombat Gold (2000) после поражения Шиннока Соня и Джакс приводят Сайракса в свою штаб-квартиру, где восстанавливают его человечность. В знак благодарности бывший киборг присоединяется к отряду в качестве разведчика Земного Царства. В Mortal Kombat: Deadly Alliance Сайракс встречает вампира Нитару, которая предлагает помочь ему вернуться домой в обмен на поиск яйца Короля Драконов. Герой выполняет свою часть сделки и отправляется обратно в Земное Царство.

Сайракс в человеческом облике, Mortal Kombat 2011 года

В перезагрузке серии 2011 года Сайракс еще человеком участвует в турнире Mortal Kombat (с англ. — «Смертельная битва»), организатором которого выступает Шан Цзун. Колдун щедро платит за то, чтобы члены Лин Куэй соревновались и убивали бойцов Земного Царства. Сектор горячо поддерживает план клана по роботизации своих членов, а Сайракс наоборот — поскольку не хочет отказываться от своей человечности. Они дерутся после того, как Сайракс отказывается убить Джонни Кейджа в бою. Тем не менее позже жёлтого бойца насильно трансформируют. Когда Шао Кан начинает вторжение в Земное Царство, Сайракс и другие киборги клана Лин Куэй помогают ему, но впоследствии терпят поражение от Ночного Волка.
Сайракс появляется в Mortal Kombat 11 как неигровой персонаж, однако участвует в сюжете. Кроника перенесла умерших персонажей в новую временную шкалу. Сайракс пытается помешать Саб-Зиро и Скорпиону проникнуть на фабрику Кибер-Лин Куэй, но его старания оканчиваются провалом и его программа отключается. Вернув себе человечность, Сайракс с ужасом осознаёт, что стал машиной, из-за чего впоследствии пожертвовал собой ради уничтожения фабрики.
В Mortal Kombat 1 изначально выступает в качестве камео-персонажа, не участвуя в сюжете. В дополнении Khaos Reigns появляется женская версия Сайракса.
Сайракс появляется в одном из эпизодов веб-сериала 2011 года Mortal Kombat: Legacy, его играет Шейн Уоррен Джонс. Он и Сектор трансформируются в секретной штаб-квартире Лин Куэй под руководством Кано.

## Критика и отзывы
В 2011 году Смоук и Сектор заняли первое место в списке сайта Games Radar «Самых смертоносных игровых машин». Журнал Complex поставил его на четвёртое место среди «Самых крутых роботов в видеоиграх» от 2012 года. В том же году сайт UGO поместил его на 25-е место в списке пятидесяти лучших персонажей серии.